# SS Monopoli 1966
Società Sportiva Monopoli 1966, zkráceně jen Monopoli je italský fotbalový klub hrající v sezóně 2024/25 ve 3. italské fotbalové lize sídlící ve městě Monopoli v regionu Apulie.
Klub byl založen v roce 1958 jako Rinascente Calcio Monopoli díky prezidentovi Mariu Tarantinovi. Hráli místní zápasy v přátelské úrovni. Znovuzaložení klubu byl v roce 1966 jako Associazione Calcio Monopoli. Mezi lety 1978 a 1994 hrál mezi třetí a čtvrtou ligou. Poté přišel bankrot a vznik nového klubu Atletico Monopoli. Další bankroty přišli v letech 2003 a 2010. To klubovou licenci získal klub z města Bari ASD Liberty, který se přestěhoval do města Monopoli a posléze se přejmenoval na SS Monopoli 1966.
Nejlepší umístění ve třetí lize je 3. místo ze sezony 1980/81 a finále play off v sezoně 1983/84. Od sezony 2015/16 hraje ve 3. lize.

## Změny názvu klubu
- 1966/67 – 1993/94 – AC Monopoli (Associazione Calcio Monopoli)
- 1994/95 – 2002/03 – Atletico Monopoli (Atletico Monopoli)
- 2003/04 – 2009/10 – AC Monopoli (Associazione Calcio Monopoli)
- 2010/11 – 2011/12 – AS Liberty (Associazione Sportiva Liberty)
- 2012/13 – 2013/14 – SS Monopolis (Società Sportiva Monopolis)
- 2014/15 – SS Monopoli 1966 (Società Sportiva Monopoli 1966)

## Získané trofeje
Největší úspěch je vítězství v 6. lize v sezonách 2004/05 a 2011/12.

## Účast v ligách
| Úroveň soutěže | Název soutěže (nynější název) | První hraná sezona | Poslední hraná sezona | celkem odehraných sezon |
| -------------- | ----------------------------- | ------------------ | --------------------- | ----------------------- |
| 3              | Serie C                       | 1984/85            | 2024/25               | 18                      |
| 4              | Serie D                       | 1970/71            | 2014/15               | 22                      |
| 5              | Eccellenza                    | 2005/06            | 2013/14               | 3                       |

## Fotbalisté

### Známí hráči v klubu
- Erik Čikoš – (2017) reprezentant